# Список керівників держав 1020 року
Список керівників держав 1020 року — це перелік правителів країн світу 1020 року
Список керівників держав 1019 року — 1020 рік — Список керівників держав 1021 року — Список керівників держав за роками

## Європа

### Британські острови
- Шотландія:
  - Альба (королівство) — Малкольм II Руйнівник, король (1005–1034)
  - Стратклайд — Дункан I (1018—1040)
- Англія — Канут Великий, король (1016–1035)
- Уельс:
  - Гвент — Мейріг ап Хівел, король (1015–1045)
  - Гвінед і Дехейбарт — Ллівелін ап Сейсілл, король (1018–1023)
  - Глівісінг — Хівел ап Оуен, король (990–1043)

### Північна Європа
- Данія — Канут Великий, король (1018–1035)
- Ірландія — Маел Сехнайлл мак Домнайлл, верховний король (980–1002, 1014–1022)
- Ісландія — Скафті Тородссон (Skafti Þóroddsson), закономовець (1004–1030)
- Норвегія — Олаф II Святий, король (1015–1028)
- Швеція — Улоф III Шетконунг, король (995–1022)

### Франція— корольРоберт II Побожний(996–1031)
- Аквітанія — Ґійом V Великий, герцог (995–1030)
- Ангулем — Гійом IV, граф (988–1028)
- Анжу — Фульк III Нерра, граф (987–1040)
- Бретань — Ален III, герцог (1008–1040)
- Нант — Будік, граф (1004–1038)
- Вермандуа — Оттон, граф (1010–1045)
- Гасконь — Санш VI Ґійом, герцог (1009–1032)
- Готія — Гуго, маркіз, граф Руергу (1008–1054)
- Каркассон — П'єр Раймунд, граф (бл. 1012–1060)
- Макон — Оттон II, граф (1004–1049)
- Мо і Труа — Етьєн II де Блуа, граф (995–1022)
- Мен — Герберт I, граф (1014 — бл. 1035)
- Невер — Ландрі де Мансо, граф (989–1028)
- Нормандія — Річард II Добрий, герцог (996–1026)
- Овернь — Роберт I, граф (1016 — бл. 1032)
- Руерг — Гуго, граф (1008–1054)
- Руссільйон — Госфред II (1013–1074)
- Тулуза — Гійом III Тайлефер, граф (бл. 978–1037)
- Шалон — Гуго I, граф (979–1039)
- Фландрія — Бодуен IV Бородатий, граф (987–1035)

### Священна Римська імперія
Генріх II Святий, імператор (1014–1024)
- Баварія — Генріх I, герцог (1004–1009, 1017–1026)
- Саксонія — Бернгард II, герцог (1011–1059)
- Швабія — Ернст II, герцог (1015–1030)
- Австрійська (Східна) марка — Адальберт Переможний, маркграф (1018–1055)
- Каринтія — Адальберо, герцог (1011–1035)
- Лувен — Генріх I, граф (1015–1038)
- Лужицька (Саксонська Східна) марка — Титмар II, маркграф (1015–1030)
- Мейсенська марка — Герман I, маркграф (1009–1038)
- Північна марка — Бернгард II Молодший, маркграф (бл. 1018 — бл. 1044)
- Тосканська марка — Раньєрі, маркграф (1014–1027)
- Богемія (Чехія) — Олдржих (1012—1033, 1034); Яромир, князь (1003, 1004–1012, 1033–1034)
- Штирія (Карантанська марка) — Адальберо I, маркграф (1000–1035)
- Верхня Лотарингія — Тьєррі I, герцог (978–1026)
- Нижня Лотарингія — Готфрід I, герцог (бл. 1012–1023)
- Ено (Геннегау) — Реньє V, граф (1013–1039)
- Намюр (графство) — Роберт II, граф (бл. 1011 — бл. 1031)
- Люксембург — Генріх I, граф (998–1026)
- Голландія — Дірк III Єрусалимський, граф (993–1039)
- Бургундське королівство (Арелат) — Рудольф II Лінивий, король (993–1032)
- Прованс
  - Гійом III, маркіз (бл. 1014 — бл. 1037)
  - Гійом IV, граф (1018 — бл. 1030)
  - Фульк Бертран, граф (1018–1051)
  - Жоффруа I, граф (1018 — бл. 1062)

### ЦентральнатаСхідна Європа
- Польща — Болеслав I Хоробрий, князь (992–1025)
- Рашка (Сербія) — в складі Візантії
  - Дукля (князівство) — Стефан Воїслав, жупан (1018–1052)
- Угорщина — Стефан (Іштван) I Святий, король (1000/1001–1038)
- Хорватія — Крешимир III, король (1000–1030); Гойслав, король (1000–1020)
- Київська Русь — Ярослав Мудрий, великий князь (1016–1018, 1019–1054)
  - Новгородське князівство — Ярослав Мудрий, князь (бл. 1010–1034)
  - Полоцьке князівство — Брячислав Ізяславич, князь (1003–1044)
  - Псковське князівство — Судислав Володимирович, князь (1014–1036)
  - Тмутараканське князівство — Мстислав Хоробрий, князь (бл. 1010–1036)
- Волзька Булгарія — Абу Ісхак Ібрагім ібн Мухаммад, хан (1006—1025/1026)

### Іспанія,Португалія
- Ампуріас — Уго I, граф (991–1040)
- Барселона — Беренгер Рамон I Горбун, граф (1017–1035)
- Безалу — Бернардо I Таллаферо, граф (988–1020); Гільєрмо I Товстий, граф (1020–1052)
- Конфлан і Серданья — Віфред II, граф (988–1035)
- Леон — Альфонс V Шляхетний, король (999–1028)
  - Кастилія — Гарсія Санчес, граф (1017–1029)
- Наварра (Памплона) — Санчо III Великий, король (1000–1035)
- Пальярс Верхній — Гійом II, граф (бл. 1011 — бл. 1035)
- Пальярс Нижній — Рамон III (IV), граф (бл. 1011 — бл. 1047)
- Урхель — Ерменгол II Мандрівник, граф (1010–1038)
- Кордовський халіфат — Аль-Касім аль-Мамун, халіф (1018–1021,1022–1023)
- Португалія — Нуну I Алвітіш, граф (1017–1028)

### Італія
- Венеційська республіка — Оттон Орсеоло, дож (1008–1026)
- Беневентське князівство — Ландульф V, князь (1014–1033)
- Капуя — Пандульф II Молодий, князь (1007–1022)
- Салерно — Гвемар III, князь (994–1027)
- Неаполітанський дукат — Сергій IV, герцог (1002–1027, 1029–1034)
- Папська держава — Бенедикт VIII, папа римський (1012–1024)
- Сицилійський емірат — Ахмад аль-Акхаль ібн Юсуф, емір (1019–1037)

### Візантійська імперія
- Візантійська імперія — Василій II Болгаробійця, імператор (963, 976–1025)

## Азія

### Західна Азія
- Аббасидський халіфат — Аль-Кадір Біллах, халіф (991–1031)
- Буїди: Султан ад-Даула, шаханшах (1012–1021)
  - Керман — Кавам ад-Даула (1012–1028)
  - Рей — Маджд ад-Даула, емір (997—1028)
  - Фарс — Султан ад-Даула, емір (1012—1024)

Кавказ:
- Вірменія:
  - (Анійське царство) — Гагік I, цар (989—1020); Ованес-Смбат, цар (1020—1041)
  - Васпураканське царство — Сенекерім Арцруні, цар (1003—1021)
  - Карське царство — Аббас, цар (984—1029)
  - Сюнікське царство — Васак, цар(998—1040)
  - Ташир-Дзорагетське царство — Давид I Безземельний, цар (989—1048)
- Грузія — Георгій I, цар (1014—1027)
  - Тбіліський емірат — Алі бен Джаффар, емір (981—1032)
- Дербентський емірат — Мансур I ібн Маймун, емір (1002—1034)
- Держава Ширваншахів — Язід ібн Ахмад, ширваншах (991—1027)
- Шеддадіди (Гянджинський емірат) — Фадл I ібн Мухаммад, емір (985—1031)

### Центральна Азія
- Газнійська держава (Афганістан) — Махмуд Газневі, султан (998–1030)
- Персія:
  - Раввадіди — Вахсудан Абу Мансур, емір (1019–1054)
- Середня Азія:
  - Караханідська держава — Мансур Арслан, хан (1017–1024)
  - Огузи — Шах-Малік, ябгу (бл. 998–1042)

### Південна Азія
- Індія:
  - Венгі— Східні Чалук'я — Раджараджа Нарендра, магараджа (1019–1061)
  - Гуджара-Пратіхари — Трілочанпала, махараджа (1019—1027)
  - Імперія Пала — Махипала, махараджа (988–1038)
  - Камарупа — Харша Пала, магараджахіраджа (1015–1035)
  - Качарі — Удітья, цар (1010–1040)
  - Кашмір — Санграмараджа, цар (1003–1028)
  - Орісса — Нахуса, махараджа (1005–1021)
  - Парамара (Малава) — Бходжа, махараджа (1010–1055)
  - Соланка — Дурлабхараджа, раджа (1009–1021)
  - Харікела (династія Чандра) — Ладахачандра, магараджахіраджа (бл. 1000 — бл. 1020); Говіндачандра, магараджахіраджа (бл. 1020 — бл. 1050)
  - Держава Чера — Баскара Раві Варман II, махараджа (1019–1021)
  - Чола — Раджендра I, махараджа (1014–1044)
  - Ядави (Сеунадеша) — Весугі I, махараджа (1005–1025)

### Південно-Східна Азія
- Кхмерська імперія — Сур'яварман I (1011-1050)
- Дайков'єт — Лі Тхай То, імператор (1009—1028)
- Далі (держава) — Дуань Сулянь, король (1009—1022)
- Паган — Чунсо Чаунґп'ю, король (1001—1021)
- Індонезія:
  - Сунда — Прабу Сангьян Агенг, король (1019—1030)
  - Шривіджая — Санграма Віджаятунггаварман, шрі-магараджа (1017—1025)
  - Куріпан — Ерлангга, раджа (1019—1045)

### Східна Азія
- Японія — Ґо-Ітідзьо, імператор (1016–1036)
- Китай (Імперія Сун) — Чжень-цзун (Чжао Хен), імператор (997–1022)
- Корея:
  - Корьо — Хьонджон, ван (1009–1031)

## Африка
- Аксум (Ефіопія) — Герма Сеюм, імператор (999–1039)
- Зіріди — Аль-Муїзз Шараф ад-Даула ібн Бадіс, емір (1016–1062)
- Імперія Гао — Бай Кай Кімі, дья (бл. 990 — бл. 1020); Бай Кайна Камба, дья (бл. 1020 — бл. 1040)
- Мукурра — Рафаїл, цар (бл. 999 — бл. 1030)
- Фатімідський халіфат — Аль-Хакім Біамріллах, халіф (996–1021)
- Канем — Булу, маї (1019–1035)
- Хаммадіди — Хаммад ібн Булуггін, султан (1014–1028)